# Leptokarya
Leptokarya (sau Leptokaria, greaca Λεπτοκαρυά) este un oraș în prefectură Pieria, Macedonia Centrală, Grecia. Leptokarya este o reședinta municipiului Estul Olymp. Are o populație de 4.225 de locuitori.